# هنري كلاي تايلور
هنري كلاي تايلور (بالإنجليزية: Henry Clay Taylor)‏ هو ضابط أمريكي، ولد في 4 مارس 1845 في واشنطن العاصمة في الولايات المتحدة، وتوفي في 26 يوليو 1904 في أونتاريو في كندا.